# الملعب المحلي (لومي)
الملعب المحلي هو ملعب متعدد الاستخدامات يقع في مدينة لومي، توغو. يستخدم في الأغلب لكرة القدم.

## روابط خارجية
- قائمة الملاعب في توغو، worldstadiums.com